# Cheilonis (dochter van Leonidas)
Cheilonis (Oudgrieks: Χειλωνίς) was een prinses en koningin van Sparta. Ze was de dochter van koning Leonidas II, de vrouw van koning Cleombrotus II, de zus van koning Cleomenes III, de moeder van regent Cleomenes en de grootmoeder van de laatste koning van de Agiaden, Agesipolis III. Tweemaal werd ze verbannen, eens met haar vader, de andere keer met haar man.
Ze was de enige dochter van de Spartaanse koning Leonidas II. Het is niet helemaal zeker wie haar moeder is. Haar broer, de latere koning Cleomenes III, was de zoon van Cratesikleia, daarom gaan wetenschappers ervan uit dat dat ook haar moeder was. Ze had nog een andere broer, Eucleidas, over wie weinig bekend is. 
Tijdens de heerschappij van haar vader Leonidas II, ontstond een ruzie met het andere koningshuis, de Eurypontiden. Hun toenmalige koning, Agis IV wilde enkele hervormingen doorvoeren, die Leonidas II niet zag zitten. Om Leonidas II onschadelijk te maken, werd gebruikgemaakt van een oude wet: Leonidas had, toen hij nog prins was, een tijdje in het Oosten verbleven, en dat was volgens een oude Spartaanse wet verboden. Voor hij echter door de eforen (onder leiding van een zekere Lysander) berecht kon worden, vluchtte Leonidas naar de tempel van Athena Chalkiokos, waar hij asiel kreeg. Zijn schoonzoon Cleombrotus II nam de macht over. Leonidas werd verbannen, en werd gevolgd door zijn dochter Cheilonis, die ook de echtgenote van Cleombrotus II was en dus ook de koningin van Sparta. 
Toen de Spartanen Leonidas II gratie verleenden, hem in ere herstelden en terugriepen als koning, wilde hij zijn schoonzoon, Cleombrotus II, laten vermoorden wegens verraad. Diens vrouw, tevens Leonidas' dochter Cheilonis, smeekte hem in een redevoering het niet te doen. Uiteindelijk zag hij van dat idee af. Cleombrotus werd echter wel verbannen, naar Egypte en Cheilonis volgde hem.